# Dennstaedtia vagans
Dennstaedtia vagans là một loài thực vật có mạch trong họ Dennstaedtiaceae. Loài này được (Baker) Diels miêu tả khoa học đầu tiên năm 1899.